# Apotropina quadriseta
Apotropina quadriseta är en tvåvingeart som först beskrevs av Harrison 1959.  Apotropina quadriseta ingår i släktet Apotropina och familjen fritflugor. Inga underarter finns listade i Catalogue of Life.